# Heinrich Günthert
Heinrich Günthert (* 3. April 1907 in Landau in der Pfalz; † 2. Februar 1999 in Karlsruhe) war ein deutscher Bahnbeamter.

## Werdegang
Günthert schloss sein Studium als Diplom-Ingenieur ab. Während des Zweiten Weltkriegs war er Leiter der Ausbesserungswerke der Ostbahn im Generalgouvernement und in dieser Funktion oberster Vorgesetzter von Simon Wiesenthal, der dort zur Zwangsarbeit eingeteilt war. Obwohl Nationalsozialist, rettete er Wiesenthal und anderen Zwangsarbeitern das Leben, und wurde dafür von Wiesenthal 1965 zur Hochzeitsfeier seiner Tochter Paulinka eingeladen. Von 30. Juni 1959 bis 30. April 1972 war er Präsident der Bundesbahndirektion Karlsruhe.

## Ehrungen
- 1973: Großes Verdienstkreuz der Bundesrepublik Deutschland[7]